# Большеуковский район
Большеуко́вский райо́н — административно-территориальная единица (район) и муниципальное образование (муниципальный район) на северо-западе Омской области России.
Административный центр — село Большие Уки.

## География
Площадь района — 9500 км². Основные реки — Большой Аёв, Малый Аёв, Большая Тава. Наиболее крупные озёра: Утичье, Улугуль и Большое Танатово. Расстояние до областного центра — 292 км.

## История
Район образован в мае 1925 года путём преобразования Рыбинской укрупнённой волости Тарского уезда Омской губернии. Район вошёл в состав Тарского округа Сибирского края.
В 1925 году из Чаунинского и Фирстовского сельских советов выделен Адамовский. Из Фирстовского сельского совета выделены Баслинский, Вятский, Уралинский. Из Чаунинского сельского совета выделен Новомихайловский, Чебаклинский. Из Верхнеуковского сельского совета выделен Беляковский. Из Рыбинского сельского совета выделены Поспеловский, Уковский, Яковлевский. Из Елесинского сельского совета выделен Тарбажинский. Из Степановского сельского совета выделен Крюковский. Из Еланского сельского совета выделены Ольгинский и часть Савиновского. Из Форпостского сельского совета выделены Елизаветинский, Павловский, Чебурлинский. Из Становского сельского совета выделены Коновалихинский, Крюковский, Решетинский. Из Усть-Тавинского сельского совета выделены Башачихинский, Хмелёвский и часть Савиновского. Из Тарбажинского сельского совета выделены Елесинский, Чугунлинский.
На 1926 год в районе насчитывалось: 31 сельский совет, 84 населённых пункта, 5179 хозяйств.
В начале июня 1929 году из Знаменского района были переданы Авякский, Завьяловский, Ориковский сельские советы.
В июне 1929 года Ольгинский сельский совет присоединён к Еланскому, Яковлевскому. Хмелёвский сельский совет присоединён к Усть-Тавинскому. Башачихинский сельский совет присоединён к Савиновскому. Коновалихинский сельский совет присоединён к Становскому.
В конце июня 1929 года Рыбинский район передан в Омский округ. Тарский округ был ликвидирован.
В июле 1930 года район передаётся из упразднённого Сибирского края в Западно-Сибирский край. Район передан в прямое подчинение краю.
В 1930 году центр Елизаветинского сельского совета перенесён в село Колунда.
На 1 января 1931 года в районе насчитывалось 30 сельских советов, 96 населённых пунктов. Площадь составляла 6960 квадратных километров. Расстояние до центра края 993 километра. Ближайшая железнодорожная станция Называевская в 216 километрах. Население района составляло 32003 человека.
В мае 1931 года к Ориковскому сельскому совету присоединён Колегаевский сельский совет Колосовского района.
На 1931 год территория района составляла 9902 квадратных километра. Насчитывалось 102 населённых пункта, 31 сельский совет. Совхозов в районе нет. МТС район не обслуживается. Из мелкой промышленности наиболее развиты деревообрабатывающая, пимокатная, мукомольная, маслодельная. Из 13 маслозаводов 4 конноприводные. Социальная сфера района: 41 школа I ступени, 1 школа колхозной молодёжи, 1 библиотека, 6 изб-читален, 3 врачебных участка на 15 коек, 1 фельдшерский пункт, медперсонал 7 человек (3 врача).
К 15 февраля 1932 года в районе было организовано 22 МТФ, 3 ФВМ, 1 СТФ.
В 1933 году Завьяловский сельский совет присоединён к Авякскому. Чебаклинский сельский совет присоединён к Адамовскому, Чаунинскому. Чебурлинский сельский совет присоединён к Форпостскому.
В июне 1933 года Рыбинский район переименован в Большеуковский. Село Рыбино переименовано в Большие Уки. Рыбинский сельский совет переименован в Большеуковский.
В ноябре 1933 года район входит в образованный Тарский округ.
В мае 1934 года Тарский округ ликвидирован. Район передан в прямое подчинение краю. Авякский, Завьяловские сельские советы переданы в образованный Знаменский район.
В декабре 1934 года район входит в образованную Омскую область.
В 1935 году Баслинский и часть Уралинского сельские советы присоединены к Фирстовскому. Часть Уралинского сельского совета присоединена к Вятскому. Уковский сельский совет присоединён к Большеуковскому. Поспеловский сельский совет присоединён к Верхнеуковскому. Елесинский сельский совет присоединён к Чугунлинскому. Новомихайловский сельский совет присоединён к Чаунинскому. Решетинский сельский совет присоединён к Становскому.
В декабре 1935 года район входит в образованный Тарский округ.
В 1936 году насчитывалось 91 населённый пункт, 19 сельских советов, 84 колхоза, 59 начальных школ, 5 неполных средних школ, 29 клубных учреждений, 1 больница, 1 амбулатория. Площадь 6831 квадратный километр.
На 1 января 1938 года площадь района составляла 6800 квадратных километров, насчитывалось 19 сельских советов. Расстояние до центра округа 154 километра.
В 1938 году центр Беляковского сельского совета перенесён в село Белогривка. Центр Павловского сельского совета перенесён в село Малый Аёв.
В августе 1940 года центр Адамовского сельского совета перенесён в село Большеречье.
В ноябре 1940 года ликвидирован Тарский округ. Район передаётся в прямое подчинение Омской области.
К 1 января 1941 года в районе насчитывалось 19 сельских советов. Площадь района равнялась 6300 квадратных километров. Расстояние до центра области 380 километров.
В 1941 году центр Адамовского сельского совета перенесён в село Адамовка. Елизаветинский сельский совет переименован в Орловский с переносом центра в село Орловка.
В 1942 году Адамовский сельский совет присоединён к Чаунинскому.
К 1 января 1947 года в районе насчитывалось 19 сельских советов. Площадь района равнялась 6300 квадратных километров. Расстояние до ближайшей железнодорожной станции Называевской 230 километров.
В 1952 году центр Вятского сельского совета перенесён в село Уралы. Центр Чугунлинского сельского совета перенесён в село Чернецовка.
В 1954 году Беляковский сельский совет переименован в Белогривский. Вятский сельский совет присоединён к Фирстовскому. Павловский сельский совет присоединён к Крюковскому. Савиновский сельский совет присоединён к Усть-Тавинскому. Чаунинский сельский совет переименован в Чебаклинский с переносом центра в село Чебаклы. Чугунлинский сельский совет присоединён к Тарбажинскому.
В 1958 году Яковлевский сельский совет присоединён к Большеуковскому, Еланскому, Листвяжинскому. Крюковский сельский совет присоединён к Становскому.
В июне 1958 года Ориковский сельский совет присоединён к Белогривскому и Верхнеуковскому.
В 1962 году район был ликвидирован: Белогривский, Большеуковский, Верхнеуковский, Листвяжинский, Орловский, Становский, Тарбажинский, Усть-Тавинский, Фирстовский, Форпостский, Чебаклинский сельские советы переданы в Знаменский район.
В 1963 году Еланский сельский совет переименован в Листвяжинский с переносом центра в село Листвяги.
В 1965 году из Знаменского района в восстановленный Большеуковский район переданы Белогривский, Большеуковский, Верхнеуковский, Листвяжинский, Орловский, Савиновский, Становский, Тарбажинский, Фирстовский, Форпостский, Чебаклинский сельские советы.
В декабре 1965 года Орловский сельский совет присоединён к Форпостскому. Из Становского сельского совета выделен Решетинский.
В 1971 году Тарбажинский сельский совет переименован в Чернецовский с переносом центра в село Чернецовка.
В ноябре 1971 года Савиновский сельский совет присоединён к Листвяжинскому.
В 1973 году Верхнеуковский сельский совет присоединён к Большеуковскому.
В 1983 году Решетинский сельский совет присоединён к Большеуковскому. Из Фирстовского сельского совета выделен Уралинский.
В 1986 году часть территории района разграничена между сельскими советами.
К 1987 году ближайшая железнодорожная станция Называевская в 230 километрах. Расстояние до Омска 292 километра.
В 1987 году Форпостский сельский совет присоединён к Становскому.

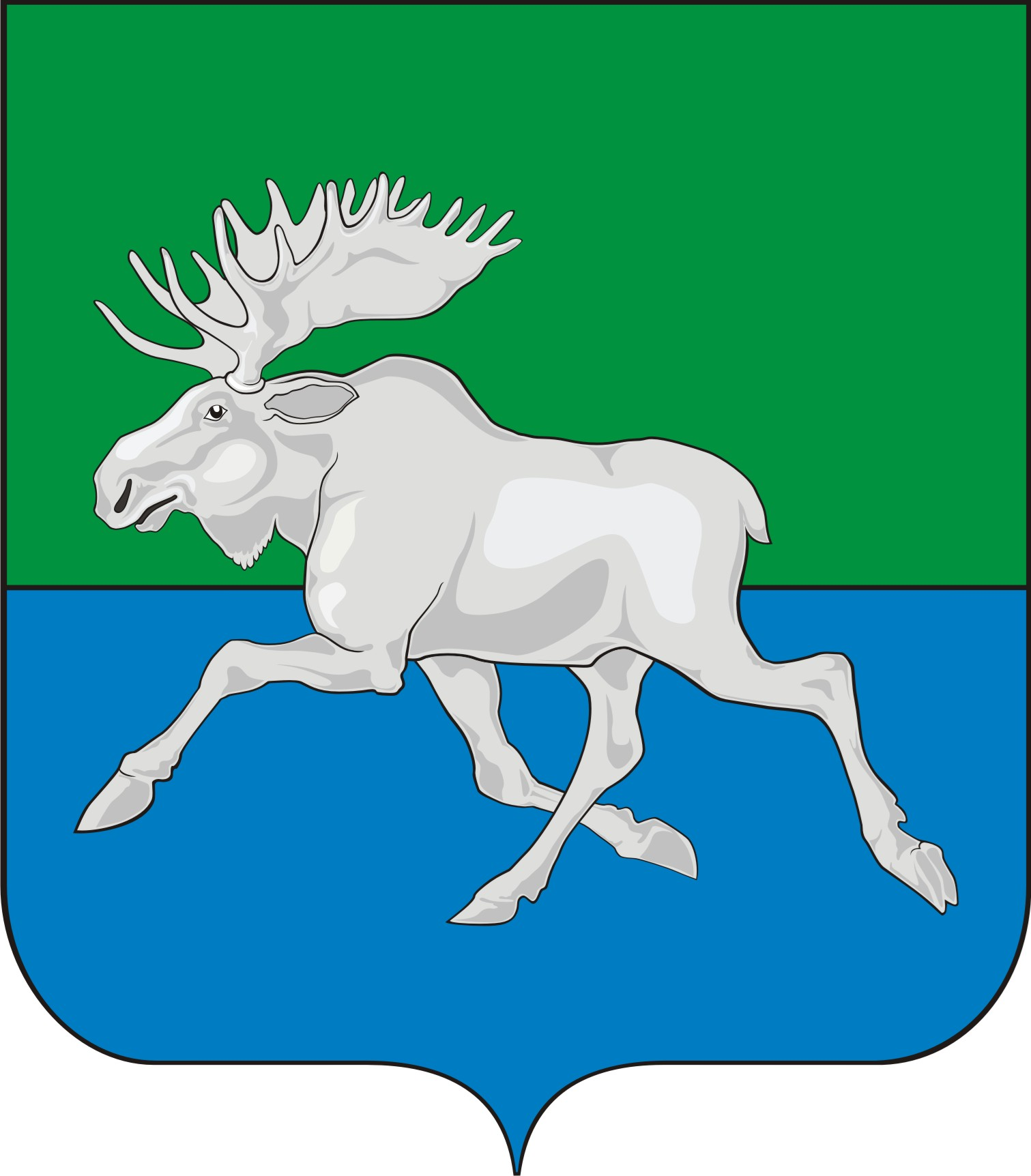
Неофициальный герб района

В 1989 году из Большеуковского сельского совета выделен Аёвский.
На 1 марта 1991 года в районе насчитывалось 9 сельских советов, 20 населённых пунктов в сельской местности. Территория района 9500 километров. Население района 11130 человек. Действовало 4 совхоза («Большеуковский», «Белогривский», «Савиновский», «Становский», «Чернецовский»), 3 колхоза («Пламя», «Память Ильича», им. Тельмана).
В 1993 году сельские советы преобразованы в территориальные образования.
В 2003 году территориальные образования введены на всей территории района.
В 2004 году территориальные образования преобразованы в сельские округа.
В 2008 году в районе был исключён 1 населённый пункт из учётных данных (деревня Зудилово).
На 1 января 2009 года в районе насчитывалось 9 сельских округов, 19 сельских населённых пунктов.
На 1 января 2012 года район включал 9 сельских округов.
5 ноября 2019 года к Аёвскому сельскому поселению присоединено Листвяжинское сельское поселение.

## Население
| 1926   | 1931    | 1959    | 1970    | 1979    | 1989    | 2002  |
| ------ | ------- | ------- | ------- | ------- | ------- | ----- |
| 26 640 | ↗32 393 | ↘15 245 | ↘13 249 | ↘11 209 | ↘11 130 | ↘9707 |
| 2009   | 2010    | 2011    | 2012    | 2013    | 2014    | 2015  |
| ↘8581  | ↘8174   | ↘8145   | ↘8025   | ↘7880   | ↘7742   | ↘7621 |
| 2016   | 2017    | 2018    | 2019    | 2020    | 2021    | 2023  |
| ↘7522  | ↘7360   | ↘7249   | ↘7149   | ↘7079   | ↘6103   | ↘5942 |

По Всесоюзной переписи населения 17 декабря 1926 года в районе проживало 26640 человек в сельской местности (12802 м — 13838 ж). Крупные национальности: русские, белорусы, немцы, поляки, татары, украинцы, чуваши.
На 1 января 1931 года население района составляло 32393 человека. Крупные национальности: русские 76,4 %, белорусы 12,4 %, чуваши 4,5 %. Плотность населения 3,3 человека на 1 квадратный километр.
По Всесоюзной переписи населения 15 января 1959 года в районе проживало 15245 человек в сельской местности (6705 м — 8540 ж).
По Всесоюзной переписи населения 15-22 января 1970 года в районе проживало 13249 человек в сельской местности (6030 м — 7219 ж).
По Всесоюзной переписи населения 17 января 1979 года в районе проживало 11209 человек в сельской местности (5176 м — 6030 ж).
По Всесоюзной переписи населения 12-19 января 1989 года в районе проживало 11130 человек в сельской местности (5417 м — 5713 ж).
По Всероссийской переписи населения 9 октября 2002 года в районе проживало 9707 человек в сельской местности (4654 м — 5053 ж).
На 1 января 2009 года численность населения составляла 8600 человек. Плотность населения — 0,9 человек на кв. км.
По Всероссийской переписи населения 14-25 октября 2010 года в районе проживало 8174 человека (3897 м — 4277 ж). В процентном отношении 47,7 % мужчин, 52,3 % женщин.

### Национальный состав
По Всероссийской переписи населения 2010 года
| Национальность  | Численность населения, чел. | доля от населения |
| --------------- | --------------------------- | ----------------- |
| Казахи          | 8                           | 0,10              |
| Немцы           | 109                         | 1,33              |
| Русские         | 7713                        | 94,36             |
| Татары          | 23                          | 0,28              |
| Украинцы        | 43                          | 0,53              |
| Чуваши          | 79                          | 0,97              |
| Прочие нации    | 199                         | 2,43              |
| Итого по району | 8174                        | 100,00            |

## Муниципально-территориальное устройство
В Большеуковском районе 19 населённых пунктов в составе 8 сельских поселений:
| № | Сельские поселения                | Административный центр | Количество населённых пунктов | Население | Площадь, км2 |
| - | --------------------------------- | ---------------------- | ----------------------------- | --------- | ------------ |
| 1 | Аёвское сельское поселение        | село Аёв               | 7                             | ↘818      | 4392,74      |
| 2 | Белогривское сельское поселение   | село Белогривка        | 1                             | ↘283      | 953,73       |
| 3 | Большеуковское сельское поселение | село Большие Уки       | 1                             | ↘3542     | 74,73        |
| 4 | Становское сельское поселение     | село Становка          | 3                             | ↘228      | 1939,02      |
| 5 | Уралинское сельское поселение     | село Уралы             | 1                             | ↗278      | 659,33       |
| 6 | Фирстовское сельское поселение    | село Фирстово          | 2                             | ↘344      | 178,48       |
| 7 | Чебаклинское сельское поселение   | село Чебаклы           | 2                             | ↘284      | 448,66       |
| 8 | Чернецовское сельское поселение   | село Чернецовка        | 2                             | ↘165      | 853,38       |

| №  | Населённый пункт | Тип     | Население | Муниципальное образование         |
| -- | ---------------- | ------- | --------- | --------------------------------- |
| 1  | Аёв              | село    | ↘652      | Аёвское сельское поселение        |
| 2  | Баслы            | село    | ↘95       | Фирстовское сельское поселение    |
| 3  | Белогривка       | село    | ↗287      | Белогривское сельское поселение   |
| 4  | Большие Уки      | село    | ↘3542     | Большеуковское сельское поселение |
| 5  | Верхние Уки      | деревня | ↘47       | Аёвское сельское поселение        |
| 6  | Коновалиха       | деревня | ↘23       | Становское сельское поселение     |
| 7  | Листвяги         | село    | ↘20       | Аёвское сельское поселение        |
| 8  | Поспелово        | деревня | ↘10       | Аёвское сельское поселение        |
| 9  | Решетино         | деревня | ↘37       | Аёвское сельское поселение        |
| 10 | Становка         | село    | ↘210      | Становское сельское поселение     |
| 11 | Уки              | деревня | ↘73       | Аёвское сельское поселение        |
| 12 | Уралы            | село    | ↗278      | Уралинское сельское поселение     |
| 13 | Фирстово         | село    | ↘275      | Фирстовское сельское поселение    |
| 14 | Форпост          | село    | ↘24       | Становское сельское поселение     |
| 15 | Чаунино          | деревня | ↘76       | Чебаклинское сельское поселение   |
| 16 | Чебаклы          | село    | ↘225      | Чебаклинское сельское поселение   |
| 17 | Чебачиха         | деревня | ↘11       | Аёвское сельское поселение        |
| 18 | Чернецовка       | село    | ↘173      | Чернецовское сельское поселение   |
| 19 | Чугунлы          | деревня | ↘5        | Чернецовское сельское поселение   |

Бывшие населённые пункты
- Верхняя Аёвка — деревня
- Зудилово — деревня (?-2008)
- Тарбажино — деревня
- Ирчинск — деревня

## Достопримечательности
Памятники истории, архитектуры, археологии и монументального искусства
- Мемориал воинам-землякам, погибшим в годы Великой Отечественной войны 1941—1945 годы, установлен в 1967 году, ул. Ленина село Большие Уки
- Обелиск землякам, учителям и ученикам средней школы, погибшим в годы Великой Отечественной войны, установлен в 1975 году, школа № 1 село Большие Уки
- Памятник В. И. Ленину установлен в 1974, село Большие Уки
- Братская могила партизан, погибших от рук колчаковцев в 1919, бывшая деревня Верхняя Аёвка
- Обелиск на родине С. Д. Иванова, Героя Советского Союза установлен в 1968 году, бывшая деревня Тарбажино
- Участок Московско-Сибирского тракта, по которому провозили в ссылку А. Н. Радищева, Н. Г. Чернышевского, декабристов и других революционеров, от бывшей деревни Зудилово до бывшей деревни Аёвский волок (Избушки)
- Обелиск А. Н. Радищеву, который в 1790 году проезжал через село на место ссылки, установлен в 1967 году, село Фирстово
- Братская могила 18 партизан, погибших от рук колчаковцев в 1919, деревня Форпост
- Нюхаловский форпост, деревня Форпост
- Имберенский форпост, бывшая деревня Ирчинск
- Ирчинский форпост, бывшая деревня Ирчинск[68]
- Могила председателя Еланского сельсовета А. П. Шутова, убитого кулаками, ул. Избышева село Большие Уки
- Могила М. Д. Сергеева, Героя Социалистического Труда, кладбище село Становка[69]
- Могила писателя Михаила Игнатьевича Рассказова, кладбище село Фирстово[70]
- Дом, в котором жил Герой Социалистического Труда, животновод М. Д. Сергеев, село Становка
- Зудиловский форпост, деревня Форпост